# Girardinus
Girardinus là một chi cá trong họ cá Khổng tước bản địa của Cuba.

## Các loài
Hiện hành có 7 loài được ghi nhận trong chi này
- Girardinus creolus Garman, 1895 (Creole topminnow)
- Girardinus cubensis (C. H. Eigenmann, 1903) (Cuban topminnow)
- Girardinus denticulatus Garman, 1895 (Toothy topminnow)
- Girardinus falcatus (C. H. Eigenmann, 1903) (Goldbelly topminnow)
- Girardinus metallicus Poey, 1854 (Metallic livebearer)
- Girardinus microdactylus Rivas, 1944 (Smallfinger topminnow)
- Girardinus uninotatus Poey, 1860 (Singlespot topminnow)